# 48th Highlanders of Canada

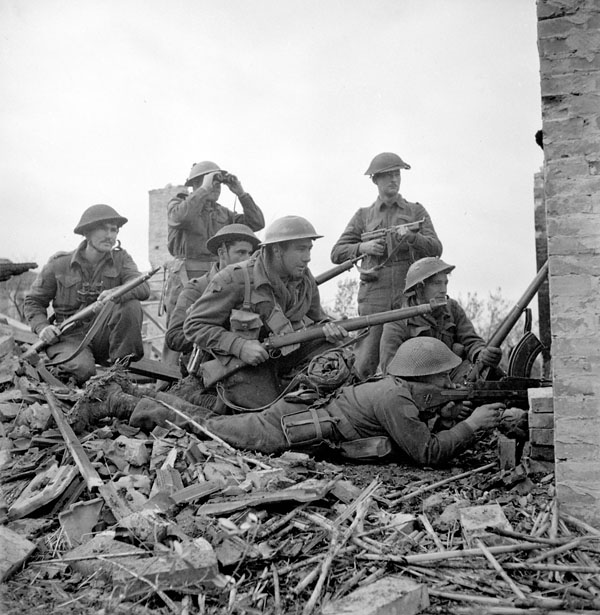
Soldats du 48th Highlanders of Canada Italie, en 1943.

Le 48th Highlanders of Canada est un régiment d'infanterie de la Première réserve des Forces canadiennes basé au Moss Park Armoury de Toronto en Ontario. Il est une composante du 32e Groupe-brigade du Canada au sein du Secteur du Centre de la Force terrestre.

## 48th Highlanders Museum
Au centre-ville de Toronto est situé un musée à l'hommage des 48th Highlanders. Celui-ci est situé dans le sous-sol du St. Andrew's Church au 73 Simcoe Street. Le musée inclut des uniformes, des armes, des photographies et des médailles du régiment.